# Annika Duckmark
Annika Duckmark (Borås, 17 settembre 1971) è una modella e conduttrice televisiva svedese.
È stata incoronata Miss Svezia 1996.
Grazie alla vittoria del titolo di Miss Svezia, la Duckmark ha potuto rappresentare la propria nazione in occasione del concorso di bellezza internazionale Miss Universo 1996, che si tenuto a Las Vegas il 17 maggio 1996.Annika Duckmark si classificò alla decima posizione.
È stata sposata con l'ex giocatore di calcio Tomas Brolin, dal quale ha poi divorziato nel 2006.